# 눈불개
눈불개(Squaliobarbus curriculus)는 잉어과에 속하는 조기어류의 일종이다. 눈불개속(Squaliobarbus)의 유일종이다. 중국과 한국 그리고 러시아 동부와 베트남에서 발견된다.

## 형태
몸은 길고 원통형이나 몸 뒷부분은 약간 납작하다. 머리는 작고 주둥이는 짧으며 입은 주둥이 아래에 있고 위로 향해 있다. 입수염은 입가에 1쌍 있으며 위턱이 아래턱보다 길다. 눈은 머리 앞부분에 있으며 옆줄은 뚜렷한 편이다. 등 쪽은 연한 갈색이며 배 쪽은 은백색이다.

## 서식지
한강과 금강에 분포하며 북한과 중국에도 서식한다. 주로 물살이 약한 큰 강의 중,하류에서 단독으로 살아간다.

## 먹이
먹이는 잡식성으로 수서곤충, 물고기의 알 및 부착 조류 등을 먹고 산다.